# Пол Гоген
Ежен Анри Пол Гоген (фр. Eugène Henri Paul Gauguin; Париз, 7. јун 1848 — Атуона, 8. мај 1903) био је француски сликар. Гоген је један је од три сликара постимпресионизма. Он је имао свој стил: сликао је помоћу великих површина оивичених црном линијом (слично витражу). Тај стил звао се синтетизам и у њему боја не одређује предмет. Гоген је претеча фовизма. На Тахитију је провео други део свог живота и тамо се потпуно посветио сликању. Његова дела су Девојке са Тахитија носе цвеће, Одакле долазимо, ко смо, куда идемо (D'où venons-nous ? Qui sommes-nous ? Où allons-nous ?)...
На Тахити одлази први пут 1891, а 1895. дефинитивно одлази у Француску Полинезију, где је умро у патњама и горчини. Његове полинезијске теме своде се на приказивање анималне лепоте женског тела у шаролико орнаментираним ткањима у густом зеленилу тропске вегетације. Своје доживљаје и исповијести објавио је у књигама „Ноа Ноа“ и „Пре и после“. Утицао је на развој експресионизма и формирање фовизма.
Гогенова уметност је постала популарна након његове смрти, посебно захваљујући напорима трговца уметничким делима Амброаза Волара, који је организовао изложбе његових радова током позног дела његове каријере, и помагао у организовању две постхумне изложбе у Паризу.

## Биографија
Рођен у Паризу, пореклом потиче од шпанских досељеника у Јужну Америку и вицекраља Перуа, и рано детињство је провео у Лими. Унук је Флоре Тристан, оснивачице савременог феминизма. Након школовања у Орлеану, Француска, Гоген је наредних шест година провео пловећи широм света у трговачкој морнарици а касније и у француској морнарици. Након повратка у Француску 1870, запослио се као помоћник брокера. Његов старатељ Гистав Ароза, успешни пословни човек и колекционар уметничких дела, упознао је Гогена са Камијем Писароом 1875.
Гоген је радним данима био успешан берзански брокер, а одморе је проводио сликајући са Писароом и Полом Сезаном. Иако су му први покушаји били невешти, брзо је напредовао. До 1884. Гоген се са породицом преселио у Копенхаген, где је безуспешно покушао да се бави бизнисом. Приморан да се бави сликарством да би преживео, враћа се у Париз 1885, и оставља породицу у Данској. Без довољно средстава за живот, његова жена (Мет Софи Гад) и њихово петоро деце одлазе да живе са њеном породицом. Гоген је надживео двоје од своје деце.

Године 1886. Гоген је први пут боравио у Понт-Авену у Бретањи, где се упознао са Емилом Бернаром, оснивачем клоазонизма. Новембра исте године је у Паризу срео Ван Гога. Наредне године борави у Панами, затим на Мартинику, где га за сликање инспиришу боје и сунце тропских пејзажа. Најзад оболева од маларије и враћа се у Париз, па почетком 1888. поново у Понт-Авен где се прикључује сликарској школи млађих колега. Ту у једном писму описује своју идеју о уметности: 
Савет је, не копирајте много природу, уметност је апстракција, извуците је из природе и сањајте пред њом, размишљајте више о стварању него о резултату. Једини начин да се уздигнемо до бога, је да чинимо оно што и наш божански господар, да стварамо.
Захваљујући Ван Гогу и његовом брату Теу, крајем 1888. одлази у Арл, где развија са Винсентом лично и креативно пријатељство. Као и Винсент, са којим је провео девет седмица сликајући у Арлу, Пол Гоген је доживљавао нападе депресије и једном приликом покушао да себи одузме живот. Разочаран импресионизмом, сматрао је да је традиционално европско сликарство постало сувише имитативно, те да му недостаје симболичка дубина. Насупрот томе, уметност Африке и Азије чинила му се пуном мистичних симбола и снаге. У то доба је у Европи владало занимање за уметност других култура, нарочито Јапана. Позван је да учествује на изложби 1889 . коју су организовали Двадесеторица.
Под утицајем народне уметности и јапанских графика, Гоген је еволуирао у клоазонизам, стил коме је критичар Едуар Дижарден дао име по техници глеђосања коју је примењивао Емил Бернар. Гоген је веома ценио Бернаров рад и одважност да употреби стил који је одговарао Гогеновом настојању да у својој уметности прикаже суштину предмета. У Жутом Христосу из 1889, који се обично сматра најрепрезентативнијим делом клоазонизма, слика је сведена на области чисте боје које су одвојене тешким црним контурама. У таквим делима Гоген није придавао много пажње класичној перспективи и смело је укинуо суптилне прелазе боје—на тај начин ослободивши се дна најкарактеристичнија принципа постренесансног сликарства. Његово сликарство је касније еволуирало у правцу „синтетизма“ где ни облик ни боја не преовлађују, већ обоје имају једнаку важност.
Током 1891. Гоген, исфрустриран недостатком успеха код куће и финансијски осиромашен, плови у тропе како би побегао од европске цивилизације и „свега што је вештачко и конвенционално“. (Пре тога је у неколико наврата покушавао да нађе тропски рај где би могао да 'живи на риби и воћу' и слика својим све примитивнијим стилом, укључујући кратке боравке на Мартинику и као радник на Панамском каналу). Док је живео у селу Матајеа на Тахитију, насликао је Fatata te Miti (Поред мора), La Orana Maria (Здраво Маријо) и друге приказе тахићанског живота. Преселио се у Пунаују 1897, где је насликао своје ремек-дело „Одакле долазимо“ и остатак живота провео у Атуони на Острвима Маркиз, само једном посетивши Француску. Његови радови из тог периода су пуни квази-религијског симболизма и егзотичних приказа становника Полинезије. У Полинезији се често сукобљавао са колонијалном влашћу и католичком црквом. Током овог периода је написао и књигу „Пре и после“ (Avant et Après), која представља расцепкану збирку запажања о животу у Полинезији, сећања, и коментаре о књижевности и сликарству.
Умро је 1903. године и сахрањен на гробљу Калварија у Атуони на острву Хива Оа, Острва Маркиз, Француска Полинезија.

## Галерија
- Акт−студија
- Аутопортрет
- Пејзаж из Арла
- Одакле долазимо? Ко смо? Куда идемо?

### Видео
- Гоген: Проблематични син симболизма (Јутјуб; енгл. јез.)

### Текст
- Гогенова алхемија у Гран палеу („Политика”, 1. јануар 2018)
- Paul Gauguin на сајту Пројекат Гутенберг (језик: енглески)
- Пол Гоген на сајту Internet Archive (језик: енглески)